# Alphabet unifié des langues de Guinée équatoriale
L’Alphabet unifié des langues de Guinée équatoriale (Alfabeto unificado de las lenguas de Guinea Equatorial en espagnol) est un alphabet commun définissant les lettres utilisées pour l’écriture des langues locales de la Guinée équatoriale dont notamment le bubi, la fá d’Ambô, le fang et le ndowe. Il a été développé par l’Université nationale de Guinée équatoriale (UNGE) en 2012.
Les voyelles /a ɛ e i u ɔ o/ sont représentées avec les lettres ‹ a ɛ e i u ɔ o ›. Les tons sont indiqués avec les diacritiques : l’accent aigu pour le ton haut, l’accent grave pour le ton bas, l’accent circonflexe pour le ton descendant, l’accent antiflexe pour le ton montant, le trait vertical pour le ton moyen et le tilde pour la nasalisation.